# 조선민주주의인민공화국 교육문화성
교육문화성(敎育文化省) 또는 문교성(文敎省)은 조선민주주의인민공화국의 내각 중앙 행정 기관이다. 의무 교육과 학령기 아동, 교육 과정과 유아, 초등, 중등교육 및 대학 교육 사무와 문화와 예술에 관한 사무를 관장하는 조선민주주의인민공화국의 내각 중앙 행정기관이었다. 1957년 9월 20일 교육성과 문화선전성을 폐지하면서 문화선전성의 기능 일부와 교육성의 기능을 통합, 교육문화성으로 출범하였다. 1960년 해체되었다.

## 연혁
- 1948년 9월 2일 문화선전성 설치
- 1948년 9월 2일 문교성 설치
- 1957년 8월 3일 문화선전성 폐지, 문화선전성의 일부 기능과 문교성의 기능 일부를 합쳐 교육문화성 설치
- 1959년 9월 9일 문교성으로 재개편
- 1960년 12월 27일 해체

## 역대 상, 부상

### 역대 상
- 허정숙(許貞淑) 1957년 8월 3일 ~ 1957년 9월 20일 교육문화상
  - 리일경(李一敬) 1957년 9월 20일 ~ 1957년 9월 27일 (직무대리)
- 한설야(韓雪野) 1957년 9월 27일 ~ 1958년 3월 19일 교육문화상
- 허정숙(許貞淑) 1958년 3월 19일 ~ 1958년 9월 11일 교육문화상
- 리일경(李一敬) 1958년 9월 11일 ~ 1959년 9월 9일 교육문화상
- 리일경(李一敬) 1959년 9월 9일 ~ 1960년 12월 27일 문교상

### 역대 수석부상
- 리일경(李一敬) 1957년 8월 3일 ~ 1958년 9월 11일 교육문화성 수석부상
- 조명암(趙鳴岩), 1958년 9월 11일 ~ 1959년 1월 6일 교육문화성 수석부상
- 황철(黃徹) 1959년 1월 6일 ~ 1959년 9월 9일 교육문화성 수석부상
- 황철(黃徹), 1959년 9월 9일 ~ 1960년 12월 27일 문교성 수석부상

### 역대 차석부상
- 박문원(朴文遠), 1957년 8월 3일 ~ 1958년 9월 25일 교육문화성 차석부상
- 조헌영(趙憲泳), 1958년 9월 25일 ~ 1959년 9월 9일 교육문화성 차석부상
- 조헌영(趙憲泳), 1959년 9월 9일 ~ 1960년 12월 27일 문교성 차석부상

## 산하 기관
- 로동신문
- 민주조선신문
- 문화예술학교
- 문화예술간부학교
- 국립민족예술극장
- 고전악단
- 국립민족가극극장
- 예술국
- 문화예술지도위원회
- 국립미술제작소
- 영화간부학교
- 대중예술극장
- 조선문화협회
- 조소문화협회
- 문화예술인총위원회
- 국립도서관

## 같이 보기
- 문화선전성
- 교육성
- 문화성